# Master and Commander : De l'autre côté du monde
Pour plus de détails, voir Fiche technique et Distribution.
Master and Commander : De l'autre côté du monde ou Maître à bord : De l'autre côté du monde au Québec (Master and Commander: The Far Side of the World) est un film américain réalisé par Peter Weir et sorti en 2003. Il s'inspire des tomes Maître à bord, La Surprise, Fortune de guerre, De l'autre côté du monde et La Lettre de marque tirés de la série de 21 romans historiques et maritimes Les Aubreyades du romancier britannique Patrick O'Brian publiée dès 1964.
Le film a rencontré à sa sortie un franc succès auprès de la critique. Nommé dans dix catégories à la 76e cérémonie des Oscars, il a remporté ceux de la meilleure photographie et du meilleur montage de son. Il ne rencontre cependant pas un immense succès commercial.

## Synopsis

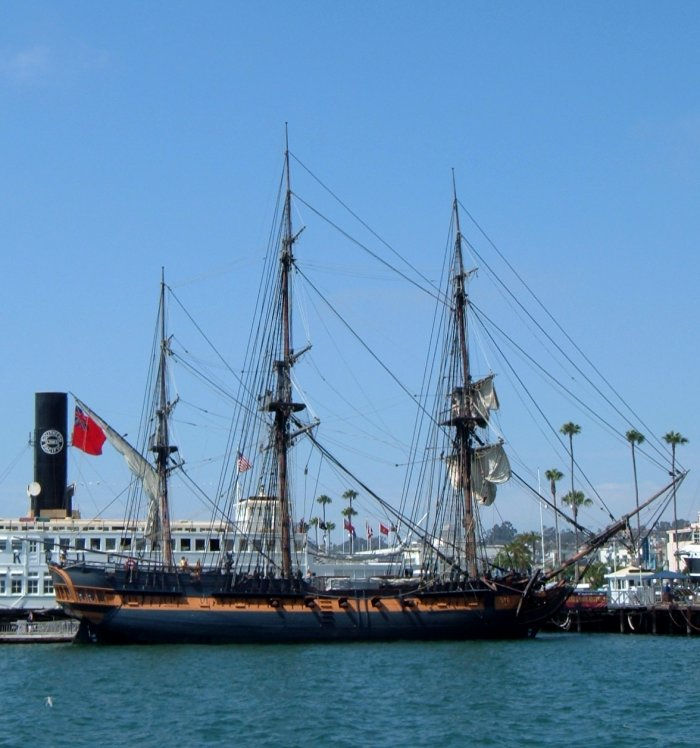
Une réplique du

1805, durant les guerres napoléoniennes, le HMS Surprise, vaisseau de la Royal Navy, commandé par le capitaine Jack Aubrey — dit Jack la Chance —, a pour mission de capturer le vaisseau français Acheron qui mène la guerre dans l'Océan Pacifique. Le début du film commence au nord des côtes brésiliennes lorsque le Surprise est canonné par l'Acheron qui surgit de la brume. Rapidement, le bâtiment britannique est sérieusement endommagé, mais parvient à échapper à l'Acheron, plus imposant, dans la brume. Le jeune mousse Blakeney, blessé durant l'assaut, doit se faire amputer d'un bras par le chirurgien Stephen Maturin, naturaliste passionné et précurseur de Charles Darwin, et ami du capitaine Aubrey. Le capitaine Aubrey en apprend plus sur le bateau ennemi.
Le Surprise se rapproche du Brésil pour se ravitailler après des réparations de fortune. Apprenant que l'Acheron vogue vers le sud, Aubrey se lance à sa poursuite. Mais le Surprise se fait à nouveau surprendre par l'Acheron le matin suivant en mer. Le Surprise prend la fuite, poursuivi à bonne distance par l'ennemi, jusqu'à la nuit suivante, lorsque Aubrey met en place un leurre pour attirer son attention. Cela permet discrètement au Surprise de passer incognito derrière l'Acheron et de continuer sa poursuite. Quelques jours plus tard, les deux navires affrontent les dangereuses tempêtes du cap Horn au cours duquel un matelot du Surprise est sacrifié pour sauver le navire du naufrage.
La course poursuite continue à travers l'océan Pacifique. Durant ce périple, ils croisent au large des îles Galápagos, dont la faune et la flore vont beaucoup intéresser Stephen Maturin. Le film dépeint également le monde marin et les hiérarchies régnant au sein d'un navire de guerre. Le capitaine Jack occupe ainsi le rôle de seul maître à bord, entouré de ses matelots et soldats qu'il commande. Seul Stephen, ami de longue date du capitaine semble être placé sur le même piédestal que Jack. C'est d'ailleurs le seul qui tient tête au capitaine lorsqu'il s'agit de remettre en question son rôle en tant que capitaine et le système militaire naval dans son ensemble. Ceci donne lieu à des discussions parfois vives entre deux bons amis, ou entre un capitaine et son médecin lorsque les avis divergent, notamment lorsque le matelot Joseph Nagle se fait fouetter sur le pont du navire devant l'équipage entier, pour mauvais comportement.
C'est en se rendant de l'autre côté d'une île accostée pour capturer des cormorans aptères, alors inconnus en Angleterre, que Stephen surprend l’Acheron. Il rentre au pas de course au HMS Surprise pour informer le capitaine. Jack décide de maquiller son vaisseau en baleinier : nouvelle peinture, déguisement des marins, changement de drapeau… Tout est fait pour laisser approcher l’Acheron. Les Français mordent à l'hameçon, et l’Acheron est abordé. Après un rapide combat, les Anglais prennent le contrôle du bateau. Jack trouve le capitaine à l'infirmerie, mort. Le médecin du bord, le docteur de Vigny remet à Jack l'épée du capitaine, selon la volonté de celui-ci. Une partie de l'équipage anglais est laissée sur l’Acheron, pour le conduire à Valparaiso.
Plus tard, alors qu'il discute avec Stephen, Jack apprend que le docteur de Vigny était mort plusieurs mois avant l'affrontement qui vient d'avoir lieu. Il suppose alors que le capitaine français est encore en vie, s'étant fait passer pour le médecin du bord, et que les Français peuvent avoir repris le contrôle du navire. Il décide de faire route une fois de plus vers l’Acheron, avec l'objectif de « l'escorter jusqu'à Valparaiso ».

## Fiche technique
- Titre original : Master and Commander: The Far Side of the World
- Titre français : Master and Commander : De l'autre côté du monde
- Titre québécois : Maître à bord: de l'autre côté du monde
- Réalisation : Peter Weir
- Scénario : Peter Weir et John Collee, d'après la série de romans Les Aubreyades de Patrick O'Brian
- Musique originale : Iva Davies, Christopher Gordon et Richard Tognetti
- Photographie : Russell Boyd
- Montage : Lee Smith
- Montage du son : Richard King
- Mixage du son : Paul Massey, Doug Hemphill et Art Rochester
- Direction artistique : Bruce Crone, Mark W. Mansbridge
- Décors : William Sandell
- Décors de plateau : Robert Gould
- Costumes : Wendy Stites
- Coordination des cascades : Daniel W. Barringer, Doug Coleman
- Production : Samuel Goldwyn Jr., Duncan Henderson et Peter Weir
- Sociétés de production : 20th Century Fox, Universal Pictures et Miramax Films
- Distribution : 20th Century Fox (États-Unis), Universal Pictures (France)
- Pays de production :  États-Unis
- Langue originale : anglais (quelques répliques en français)
- Format : couleurs (Deluxe) - 2,35:1 - 35 mm - Dolby Digital / DTS
- Budget : 150 millions de dollars[1]
- Genre : guerre, action, aventure, historique et drame
- Durée : 138 minutes
- Dates de sortie[2] :
  - Canada, États-Unis : 14 novembre 2003
  - France : 31 décembre 2003
- Classification[3] :
  - États-Unis : PG-13
  - France : tous publics avec avertissement

## Distribution
| - Russell Crowe (VF : Marc Alfos) : le capitaine Jack Aubrey - Paul Bettany (VF : Jérôme Pauwels) : le docteur Stephen Maturin, chirurgien - James D'Arcy (VF : Thomas Roditi) : le 1er lieutenant Tom Pullings - Edward Woodall : le 2e lieutenant William Mowett - Chris Larkin : le capitaine Howard - Max Pirkis : Blakeney - Jack Randall : Boyle - Max Benitz (VF : Hervé Grull) : Calamy - Lee Ingleby (VF : Alexis Tomassian) Hollom - Richard Pates : Williamson - Robert Pugh (VF : Claude Brosset) : monsieur Allen - Richard McCabe : M. Higgins - Ian Mercer : M. Hollar | - Tony Dolan : monsieur Lamb, le charpentier - David Threlfall : Preserved Killick - Billy Boyd (VF : Vincent Ropion) : Barrett Bonden - Bryan Dick : Joseph Nagle - Joseph Morgan (VF : Cédric Dumond) : William Warley - George Innes : Joe Plaice - William Mannering : Faster Doudle - Patrick Gallagher : Awkward Davies - Alex Palmer : Nehemiah Slade - Mark Lewis Jones : monsieur Hogg - John DeSantis : Padeen - Ousmane Thiam : Black Bill - Thierry Segall (VF : lui-même) : le capitaine français |

## Production

### Genèse et développement
Le scénario est inspiré de plusieurs romans de la série Les Aubreyades du romancier britannique Patrick O'Brian publiée dès 1964.
Peter Weir rend hommage à l'auteur Patrick O'Brian, décédé en 2000, et à son œuvre : « Il est un écrivain de premier ordre. Adapter sa prose magnifique fut notre premier défi. Lorsque vous portez un livre à l'écran, les mots s'envolent par la fenêtre, et il faut les remplacer par des images. Le grand challenge fut donc de raconter visuellement cette histoire tout en rendant justice à la langue de l'auteur. »

### Attribution des rôles
Russell Crowe voulait depuis des années travailler avec Peter Weir. Il a accepté rapidement le rôle, malgré quelques réserves sur le scénario. L'acteur demandera quelques réécritures à Akiva Goldsman. La relation de travail entre lui et Peter Weir fut très tendue. Dans une interview, l'acteur américain, Ethan Hawke, déclara que Russell Crowe faisait partie des acteurs qui avaient « brisé » Peter Weir au point d'impacter sa carrière de réalisateur.
Ralph Fiennes a été envisagé pour le rôle de Stephen Maturin.
Le réalisateur Peter Weir voulait recruter des acteurs avec « des visages qui ressemblaient à ceux d'antan, (...) des gens qui n'ont pas ces sourires de magazines sans âme ou ces expressions cyniques et désabusées ». Il a donc choisi 130 acteurs venant des quatre coins de la planète parmi 7000 candidats pour constituer l'équipage du HMS Surprise.

### Tournage
Le tournage a lieu de juin à novembre 2002. Il s'est principalement déroulé sur le voilier HMS Rose, une réplique de frégate du XVIIIe siècle, lancée en 1970 et rebaptisée HMS Surprise lors de son acquisition au musée maritime de San Diego après le tournage du film. Les prises de vues ont également lieux aux Baja Studios (en), dans le même bassin utilisé pour Titanic (1997), à Rosarito au Mexique.
Les seules scènes tournées sur la terre ferme l'ont été sur les îles Galápagos Équateur, que l'on peut voir dans le film. C'est d'ailleurs la première fois qu'un film est tourné dans cette région du monde.

## Bande originale
La musique originale est composée par Iva Davies, Christopher Gordon et Richard Tognetti. On retrouve également des compositions de Luigi Boccherini, Arcangelo Corelli et Jean-Sébastien Bach.
| 1.  | The Far Side of the World                                        | Christopher Gordon      | 9:17 |
| 2.  | Into the Fog                                                     | Christopher Gordon      | 2:11 |
| 3.  | Concerto pour violon nº3 - Rondo & Allegro                       | Wolfgang Amadeus Mozart | 1:18 |
| 4.  | The Cuckold Comes out of the Amery                               | Traditionnel            | 3:26 |
| 5.  | Smoke n'oakum                                                    | Christopher Gordon      | 5:25 |
| 6.  | Fantaisie sur un thème de Thomas Tallis                          | Ralph Vaughan Williams  | 5:10 |
| 7.  | Concerto grosso n°8, op. 6 - Adagio                              | Arcangelo Corelli       | 1:55 |
| 8.  | The Doldrums                                                     | Christopher Gordon      | 2:45 |
| 9.  | Suite pour Violoncelle n°1 en sol majeur - Prélude               | Johann Sebastian Bach   | 2:28 |
| 10. | The Galapagos                                                    | Christopher Gordon      | 1:38 |
| 11. | Folk Medley                                                      | Traditionnel            | 5:10 |
| 12. | The Phasmid                                                      | Christopher Gordon      | 2:34 |
| 13. | The Battle                                                       | Christopher Gordon      | 5:04 |
| 14. | Quintette op. 30 n°6 (La Musica notturna delle strade di Madrid) | Luigi Boccherini        | 9:21 |
| 15. | Full Circle                                                      | Christopher Gordon      | 1:34 |

## Sortie et accueil

### Accueil critique
Le film a été très bien accueilli par la presse. Sur l'agrégateur américain Rotten Tomatoes, il récolte 85% d'opinions favorables pour 218 critiques et une note moyenne de 7,6⁄10. Le consensus du site : « Le charme brutal de Russell Crowe est mis à profit dans cette adaptation magistrale du roman de Patrick O'Brian ». Sur Metacritic, le film obtient une moyenne de 81 sur 100 basée sur 42 critiques, indiquant « Une acclamation universelle ». Roger Ebert a donné au film 4 étoiles sur 4, disant que « il réalise l'épopée sans perdre de vue l'humain ».
En France, le film est bien reçu, avec une note moyenne de 4,2 sur 5 selon le site Allociné, recensant les critiques de la presse. Le critique Jean-Luc Douin pour Le Monde en fait l'éloge : « Si, au-delà du brio avec lequel il orchestre son film d'époque, ses combats flibustiers, Peter Weir signe un film d'auteur en même temps qu'un film spectaculaire, c'est aussi parce que l'on retrouve dans Master and Commander d'autres thèmes-clés : la recherche de l'épanouissement personnel et les rapports maître-élève [...], et surtout l'immersion d'un personnage dans un monde clos, autarcique, souvent régressif ». Les Inrockuptibles regrettent le manque d'action en dehors des scènes de combat.

### Box-office
Malgré des critiques positives, le film ne rencontre pas le succès. Il récolte plus de 211 millions de dollars pour un budget de 150 millions. Il est malgré tout rentable. Le manque de succès commercial anéantira l'idée d'une franchise de plusieurs films.
| Pays ou région    | Box-office      | Date d'arrêt du box-office | Nombre de semaines |
| ----------------- | --------------- | -------------------------- | ------------------ |
| États-Unis Canada | 93 927 920 $    | 13 mai 2004                | 26                 |
| France            | 975 766 entrées |                            | -                  |
| Total mondial     | 211 622 535 $   | -                          | -                  |

## Distinctions
- Lors de la cérémonie des Oscars 2004, le film remporta deux prix :
  - Oscar de la meilleure photographie pour Russell Boyd
  - Oscar du meilleur montage de son pour Richard King
- Dans le cadre de cette cérémonie, le film avait également été nommé dans huit autres catégories :
  - Oscar du meilleur réalisateur pour Peter Weir
  - Oscar du meilleur film pour Samuel Goldwyn Jr., Peter Weir et Duncan Henderson
  - Oscar du meilleur montage pour Lee Smith
  - Oscar du meilleur mixage de son pour Paul Massey, Doug Hemphill et Art Rochester
  - Oscar du meilleur maquillage pour Edouard F. Henriques et Yolanda Toussieng
  - Oscar des meilleurs effets visuels pour Daniel Sudick, Stefen Fangmeier, Nathan McGuinness et Robert Stromberg
  - Oscar de la meilleure création de costumes pour Wendy Stites
  - Oscar des meilleurs décors pour William Sandell et Robert Gould

## Comparaison entre le film et les livres
Le film combine des éléments tirés de différents romans de Patrick O'Brian, tirée de l'histoire vraie du marin Thomas Cochrane. L'intrigue principale est tirée de De l’autre côté du monde, rapportant un épisode de la guerre anglo-américaine de 1812. Toutefois, dans la version cinématographique, l'action prend place en 1805, soit lors des guerres napoléoniennes, au lieu de 1812, à la demande semble-t-il des producteurs, afin de ne pas dépeindre des Américains dans la position de méchants devant un public américain. En conséquence, le vaisseau français l’Acheron, fictif, remplace la frégate américaine USS Norfolk du roman éponyme.